# شی سایتس
شی سایتس (انگلیسی: Shay Sights؛ زاده ۲۷ مارس ۱۹۷۳) یک بازیگر پورنوگرافی اهل کانادا است. 